# Тайлер, Уот
Уот Тайлер (англ. Wat Tyler; не ранее 1320 и не позднее 4 января 1341, Кент или Эссекс — 15 июня 1381, Лондон) — английский мятежник; предводитель крупнейшего в средневековой Англии крестьянского восстания, которое произошло в 1381 году.

## Биография
О ранних годах его жизни известно мало, вероятно, он родился в деревне Броксли (графство Кент), в семье кровельщика Уолтера Хилларда. Возможно, участвовал в Столетней войне, приобретя некоторый военный опыт, хотя достоверных сведений об этом не имеется.
Основными источниками о нём и его восстании в основном являются хроники современных ему церковных летописцев, в том числе Генри Найтона, Томаса Бёртона, Томаса Уолсингема, Адама из Аска, Ричарда Фокса и др., трактующие его образ, как правило, тенденциозно. 
События юности Уота Тайлера были реконструированы историками в книге «Life and Adventures of Wat Tyler, the Brave and Good» (1851). В книге Тайлер после неудачного романа поступает на военную службу в английскую армию и отправляется во Францию. Уот принимает участие в ряде битв Столетней войны. Сам король Эдуард отличает его мужество и храбрость. Вернувшись в родную деревню, Тайлер женится и работает деревенским кузнецом.
Тем временем в Англии назревает мятеж, обстановка ухудшается в связи с новостями о восстаниях низших классов во Франции и Фландрии.

## Великое крестьянское восстание 1381 года
После эпидемии чумы 1348 года, известной под названием «Чёрная смерть», численность населения снизилась по средневековым подсчетам на одну треть. Сельское хозяйство пришло в упадок. Некому было засевать и убирать урожай. Цены повысились вдвое. Последовали требования более высокой оплаты труда. Деревенская община, где семьи крестьян привыкли из поколения в поколение жить на одной земле, начала распадаться. Часть крестьян убегает в города, становится наёмными рабочими. Прямое принуждение со стороны помещиков не помогало. Начинает внедряться новый тип земельного держания: сдача в аренду земли, скота, инвентаря, что было важной ступенью на пути к капиталистическому сельскому хозяйству. Но лорды попытались вернуть себе старые позиции, так как теперь им приходилось считаться с более свободными крестьянами и наёмными рабочими. Эта ситуация породила крестьянское восстание 1381 года.
Побег от крепостного рабства был возможен только для одиночки. Для человека с семьёй оставалась организация и вооруженное восстание. Крестьянские союзы постепенно начинают разрастаться. Восстание 1381 года было делом людей, которые уже завоевали определенную степень свободы и благосостояния и теперь требовали большего. У вилланов проснулось человеческое достоинство. Требования крестьян были следующими:
- Уничтожение крепостного права
- Коммутация всех повинностей (замена натуральных повинностей на денежные)
- Установление единообразной денежной ренты в 4 пенса с акра.

Страной правила корыстолюбивая продажная знать, типичным представителем которой был Джон Гонт, герцог Ланкастер. Ухудшается внешнеполитическая обстановка — последние экспедиции во Францию заканчиваются неудачно, что вызывает дефицит средств в казне. Правительство решается на ввод подушного налога в 3 грота (серебряная монета, равная 4 пенсам), что вызывает возмущение масс. Затянувшаяся война с Францией и введение подушного налога являлись главными причинами восстания 1381 года.
Тайлер возглавляет поход крестьян графства Кент на Лондон, по дороге к ним присоединяются крестьяне из других графств, а также бедняки и городская чернь. Восставшие захватывают Кентербери, а затем и Лондон. Крестьяне берут штурмом Тауэр и убивают лорда-канцлера и архиепископа Кентерберийского Саймона Садбери.
С восставшими, требующими отмены крепостного права, 14 июня 1381 года в Майл-Энде встречается король Ричард II, который обещает выполнение всех требований. На следующий день (15 июня) происходит новая встреча с королём на поле Смитфилд у городской стены Лондона при огромном стечении народа. Теперь восставшие требуют уравнять все сословия в правах и вернуть крестьянам общинные земли. Однако во время встречи Уота Тайлера убивают приближенные короля (мэр Лондона Уильям Уолворт нанёс ему удар кинжалом в шею, один из рыцарей довершил дело, подъехав к Тайлеру сзади и пронзив его мечом). Это вносит смятение и замешательство в ряды восставших, чем и воспользовался Ричард II. Восстание быстро подавляется силами рыцарского ополчения. Несмотря на то, что восстание было подавлено, полного возврата к прежним порядкам не произошло. Стало очевидным, что правящие классы уже не могут относиться к крестьянам без некоторой доли сдержанности.

## Образ в культуре
- В 1794 году английский поэт-романтик Роберт Саути написал драму «Уот Тайлер», вышедшую из печати лишь в 1817 году.
- Данному восстанию посвятил свой главный и наиболее значительный труд русский историк-медиевист академик Д. М. Петрушевский, автор книги «Восстание Уота Тайлера».
- В 1922 году русский советский писатель Андрей Глоба написал поэму «Уот Тайлер».
- Английский композитор Алан Буш создал посвященную этим событиям оперу «Уот Тайлер», премьера которой состоялась 6 сентября 1953 года в Лейпцигском государственном оперном театре.
- Уот Тайлер является одним из действующих лиц исторического романа советской писательницы З. К. Шишовой «Джек-Соломинка» (1943), посвященного судьбе одного из соратников крестьянского вождя — Джека Строу.